# Trichoniscoides heroldi
Trichoniscoides heroldi är en kräftdjursart som beskrevs av Albert Vandel 1952B. Trichoniscoides heroldi ingår i släktet Trichoniscoides och familjen Trichoniscidae. Inga underarter finns listade i Catalogue of Life.